# Susanne Leech
Susanne Leech es una deportista estadounidense que compitió en vela en la clase Yngling.
Ganó una medalla de bronce en el Campeonato Mundial de Yngling de 2002 y una medalla de plata en el Campeonato Mundial de Match Race Femenino de 2010.

## Palmarés internacional
| Campeonato Mundial | Campeonato Mundial | Campeonato Mundial | Campeonato Mundial |
| Año                | Lugar              | Medalla            | Clase              |
| ------------------ | ------------------ | ------------------ | ------------------ |
| 2002               | Brunnen (Suiza)    | Medalla de bronce  | Yngling            |

| Campeonato Mundial | Campeonato Mundial            | Campeonato Mundial | Campeonato Mundial |
| Año                | Lugar                         | Medalla            | Clase              |
| ------------------ | ----------------------------- | ------------------ | ------------------ |
| 2010               | Rhode Island (Estados Unidos) | Medalla de plata   | Match race         |